# Герб Стрільбичів
Герб Стрільбичів — офіційний символ села Стрільбичі, Самбірського району Львівської області, затверджений 25 грудня 2003 року рішенням сесії Стрільбицької сільської ради.
Автор — А. Гречило.

## Опис
Щит скошено ліворуч на верхнє синє та нижнє золоте поля, в яких по натягнутому луку зі стрілою в обернених кольорах, спрямованими в протилежні сторони.

## Зміст
На печатках села з ХІХ ст. було зображення людини, яка стріляє з лука. Цю зброю збережено в сучасних символах, вона також вказує на назву поселення.